# Granarolo dell'Emilia
Granarolo dell'Emilia é uma comuna italiana da região da Emília-Romanha, província de Bolonha, com cerca de 8.672 habitantes. Estende-se por uma área de 34 km², tendo uma densidade populacional de 255 hab/km². Faz fronteira com Bentivoglio, Bologna, Budrio, Castel Maggiore, Castenaso, Minerbio.

## Demografia
| Variação demográfica do município entre 1861 e 2011                               |
|                                                                                   |
| Fonte: Istituto Nazionale di Statistica (ISTAT) - Elaboração gráfica da Wikipedia |